# Polylepis flavipila
Polylepis flavipila là loài thực vật có hoa trong họ Hoa hồng. Loài này được (Bitter) M. Kessler & Schmidt-Leb. mô tả khoa học đầu tiên năm 2006.